# Sanna Grønlid
Sanna Grønlid (2 de mayo de 1959) es una deportista noruega que compitió en biatlón. Ganó nueve medallas en el Campeonato Mundial de Biatlón entre los años 1984 y 1987.

## Palmarés internacional
| Campeonato Mundial | Campeonato Mundial  | Campeonato Mundial | Campeonato Mundial |
| Año                | Lugar               | Medalla            | Prueba             |
| ------------------ | ------------------- | ------------------ | ------------------ |
| 1984               | Chamonix (Francia)  | Medalla de plata   | Velocidad          |
| 1984               | Chamonix (Francia)  | Medalla de plata   | Relevos            |
| 1985               | Egg am Etzl (Suiza) | Medalla de oro     | Velocidad          |
| 1985               | Egg am Etzl (Suiza) | Medalla de plata   | Individual         |
| 1985               | Egg am Etzl (Suiza) | Medalla de plata   | Relevos            |
| 1986               | Falun (Suecia)      | Medalla de bronce  | Individual         |
| 1986               | Falun (Suecia)      | Medalla de bronce  | Relevos            |
| 1987               | Lahti (Finlandia)   | Medalla de oro     | Individual         |
| 1987               | Lahti (Finlandia)   | Medalla de bronce  | Relevos            |